# Anna Maria Mozart

Anna Maria Mozart (ok. 1775). Portret autorstwa Marii Rosy Hagenauer-Barducci

Anna Maria Walburga Mozart, z domu Pertl (ur. 25 grudnia 1720 w Sankt Gilgen, zm. 3 lipca 1778 w Paryżu) – matka Marii Anny Mozart i Wolfganga Amadeusa Mozarta.
Była córką Wolfganga Nicolausa Pertla (1667–1724) i Evy Rosiny (Euphrosiny) Barbary, z domu Altmann (1681–1755). W 1747 roku poślubiła w Salzburgu Leopolda Mozarta. Anna Maria i Leopold doczekali się siedmiorga dzieci, z których jedynie dwoje przeżyło okres niemowlęcy – Maria Anna (ur. 1751) i Wolfgang (ur. 1756).
Anna Maria zmarła w 1778 roku w Paryżu, gdzie towarzyszyła Wolfgangowi w jego podróży artystycznej.

## Upamiętnienie

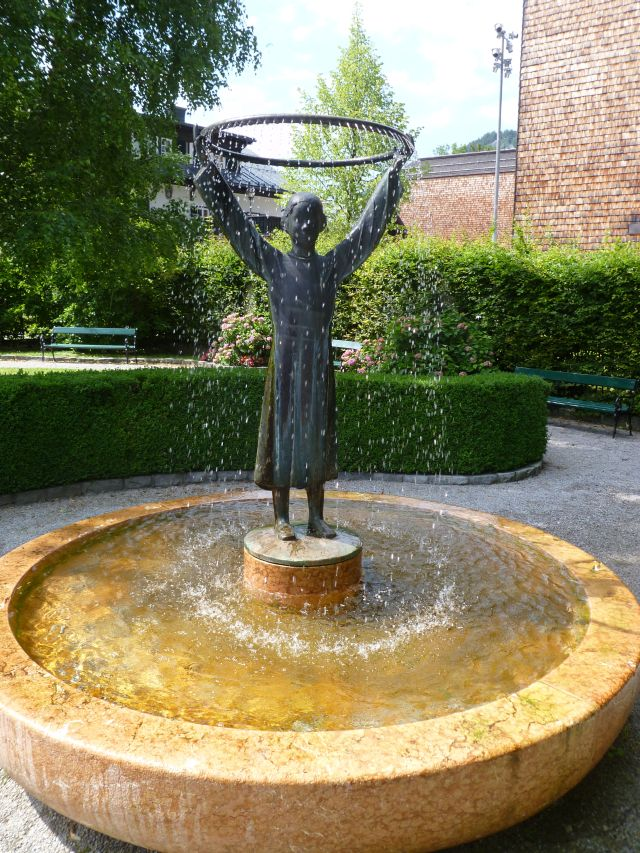
Fontanna ze statuą przedstawiającą matkę Mozarta w dzieciństwie autorstwa Toni Schneider-Manzell

Biogram Anny Mari Mozart ukazał się między innymi w opracowaniu Minny Moscherosch Schmidt pt. 400 Outstanding Women of the World and Costumology of Their Time (Minna M. Schmidt, Chicago, 1933; s. 43-44).
Erich Valentin opublikował poświęconą jej pracę pt. „Madame Mutter” Anna Maria Walburga Mozart (1720-1778) (Deutsche Mozart-Gesellschaft, 1991).
Wolfgang Hering opublikował biografię Anny Marii Mozart i Wolfganga Amadeusza Mozarta pt. Die Mozartin - Mutter und Sohn: ein Beitrag zur Biographie des Komponisten (Florian Noetzel GmbH Verlag der Heinrichshofen-Bücher, 2021; ISBN:978-3-7959-1046-4).
W 2023 ukazała się poświęcona jej monografia pod red. Anji Morgenstern i Evy Neumayr pt. mater celeberr. Mozart. Anna Maria Mozart zum 300. Geburtstag (Hollitzer Verlag, 2023; ISBN:9783990940303).
Anna Maria Mozart jest również bohaterką powieści Marianne Wintersteiner pt. Anna Maria und Nannerl Mozart: Roman (Rosenheim, 2000; ISBN:978-3-475-52990-0).
W 1953 z okazji 175 rocznicy śmierci Anny Mari Mozart w kościele św. Eustachego w Paryżu została odsłonięta poświęcona jej tablica, będąca darem miasta Salzburg.
Jej postać była inspiracją dla rzeźby Toni Schneider-Manzell na fontannie przed Domem Mozartów w Sankt Gilgen. Dom Mozartów (Mozarthaus St. Gilgen) w którym urodziła się Anna Maria Mozart stanowi siedzibę Besitz des Kulturvereins Mozartdorf St. Gilgen.
28 maja 2021 roku Towarzystwo Marii Anny Mozart we współpracy z Międzynarodową Fundacją Mozarteum, zorganizowało w formie zdalnej sympozjum naukowe poświęcone Annie Marii Mozart.
Anna Maria Mozart jest także patronką ulicy w Salzburgu (Maria-Pertl-Gasse).